# 26971 Sezimovo Ústí
26971 Sezimovo Ústí è un asteroide della fascia principale. Scoperto nel 1997, presenta un'orbita caratterizzata da un semiasse maggiore pari a 2,6792758 UA e da un'eccentricità di 0,0236363, inclinata di 6,80219° rispetto all'eclittica.